# Irving Small
Irving Small, född 19 juli 1891 i Cambridge, död 12 december 1955 i Monrovia, var en amerikansk ishockeyspelare. Han blev olympisk silvermedaljör i Chamonix 1924.

## Meriter
- OS-silver 1924